# Административно-территориальное деление Тотемского района
Тотемский район — административно-территориальная единица в Вологодской области Российской Федерации. В рамках организации местного самоуправления ему соответствует одноимённое муниципальное образование Тотемский муниципальный район.
Административный центр — город Тотьма.

## Административно-территориальные единицы
Тотемский район в рамках административно-территориального устройства, включает 16 административно-территориальных единиц: 1 город районного значения (Тотьма) и 15 сельсоветов:
| №  | Сельсовет         | Соответствующее муниципальное образование |
| -- | ----------------- | ----------------------------------------- |
| 1  | Великодворский    | СП Великодворское МО                      |
| 2  | Верхнетолшменский | СП Толшменское МО                         |
| 3  | Вожбальский       | Калининское МО                            |
| 4  | Заозерский        | СП Мосеевское МО                          |
| 5  | Калининский       | Калининское МО                            |
| 6  | Маныловский       | СП Погореловское МО, СП Толшменское МО    |
| 7  | Матвеевский       | Пятовское МО                              |
| 8  | Медведевский      | Пятовское МО                              |
| 9  | Мосеевский        | СП Мосеевское МО                          |
| 10 | Нижнепеченгский   | Пятовское МО                              |
| 11 | Никольский        | СП Толшменское МО                         |
| 12 | Погореловский     | СП Погореловское МО                       |
| 13 | Пятовский         | Пятовское МО                              |
| 14 | Середский         | СП Мосеевское МО                          |
| 15 | Усть-Печенгский   | СП Великодворское МО, СП Калининское МО   |

## Муниципальные образования

Муниципальные образования с 2015 г.

Тотемский муниципальный район в рамках организации местного самоуправления включает 7 муниципальных образований нижнего уровня, в том числе 1 городское и 6 сельских поселений.
| Муниципальное образование         | Административный центр | Административно-территориальные единицы (состав по структуре ОКАТО)                                                    |
| --------------------------------- | ---------------------- | --- |
| город Тотьма                      | город Тотьма           | город Тотьма |
| Великодворское сельское поселение | деревня Великий Двор   | Великодворский сельсовет, частично Усть-Печенгский сельсовет                                                           |
| Калининское сельское поселение    | посёлок Царева         | Калининский, Вожбальский сельсоветы, частично Усть-Печенгский сельсовет                                                |
| Мосеевское сельское поселение     | деревня Мосеево        | Заозерский, Мосеевский, Середской сельсоветы                                                                           |
| Погореловское сельское поселение  | деревня Погорелово     | Погореловский сельсовет, деревня Черепаниха                                                                            |
| Пятовское сельское поселение      | деревня Пятовская      | Пятовский, Матвеевский, Медведевский, Нижнепеченьгский сельсоветы                                                      |
| Толшменское сельское поселение    | деревня Никольское     | Верхнетолшменский, Никольский, Маныловский сельсоветы, посёлки Карица, Гремячий Идского сельсовета Грязовецкого района |

### История муниципального устройства

Муниципальные образования в 2006—2015 гг.

Первоначально к 1 января 2006 года на территории муниципального района были образованы 8 сельских поселений и 1 городское поселение.
| Муниципальное образование         | Административный центр | Административно-территориальные единицы (состав по структуре ОКАТО)                                                    |
| --------------------------------- | ---------------------- | --- |
| город Тотьма                      | город Тотьма           | город Тотьма |
| Великодворское сельское поселение | деревня Великий Двор   | Великодворский сельсовет, частично Усть-Печенгский сельсовет                                                           |
| Вожбальское сельское поселение    | деревня Кудринская     | Вожбальский сельсовет                                                                                                  |
| Калининское сельское поселение    | посёлок Царева         | Калининский сельсовет, частично Усть-Печенгский сельсовет                                                              |
| Медведевское сельское поселение   | посёлок Камчуга        | Медведевский, Нижнепеченьгский сельсоветы                                                                              |
| Мосеевское сельское поселение     | деревня Мосеево        | Заозерский, Мосеевский, Середской сельсоветы                                                                           |
| Погореловское сельское поселение  | деревня Погорелово     | Погореловский сельсовет, деревня Черепаниха                                                                            |
| Пятовское сельское поселение      | деревня Пятовская      | Пятовский, Матвеевский сельсоветы                                                                                      |
| Толшменское сельское поселение    | деревня Никольское     | Верхнетолшменский, Никольский, Маныловский сельсоветы, посёлки Карица, Гремячий Идского сельсовета Грязовецкого района |

Законом Вологодской области от 1 июня 2015 года были упразднены сельские поселения: Вожбальское (включено в Калининское с административным центром в посёлке Царева); Медведевское (включено в Пятовское).